# Hansa Brandenburg
Die Hansa Brandenburg war ein unter der Flagge Liberias fahrendes Vollcontainerschiff der Hamburger Reederei Leonhardt & Blumberg.

## Geschichte
Das Schiff wurde 2002 unter der Baunummer GWS291 auf der Werft Guangzhou Wenchong Shipyard im chinesischen Guangzhou gebaut. Die Kiellegung des Schiffes fand am 31. März, der Stapellauf am 23. Juli 2002 statt. Die Fertigstellung des Schiffes erfolgte am 30. Dezember 2002.
Das Schiff gehörte einer zur Hamburger Reederei Leonhardt & Blumberg gehörenden Einschiffsgesellschaft. Es wurde über einen Schiffsfonds finanziert und fuhr mit 24 typgleichen Schiffen in einem von der Hansa Treuhand aufgelegten Erlöspool.

### Brand an Bord
An Bord des Schiffes brach am Morgen des 15. Juli 2013 in einem vor dem Deckshaus gestauten Container ein Feuer aus, das mit Bordmitteln nicht bekämpft werden konnte. Nachdem das Feuer auf weitere Container und Teile des Deckshauses übergegriffen hatte, verließ die 17-köpfige Besatzung das Schiff und wurde von dem Containerschiff Donau Trader der Reederei Buss, das sich in der Nähe befand, gerettet und nach Port Louis auf Mauritius gebracht. Mitarbeiter von Five Oceans Salvage und Smit Salvage, die mit der Bergung des Schiffes beauftragt wurden, konnten das Feuer am 19. Juli unter Kontrolle bringen und schließlich löschen. Das Schiff wurde anschließend nach Mauritius geschleppt, wo es entladen und nach der Brandursache gesucht wurde.
Die Hansa Brandenburg, die in Charter der in Singapur ansässigen Pacific International Lines (PIL) fuhr, befand sich auf dem Weg von Singapur nach Durban etwa 200 Seemeilen nordöstlich der Insel Mauritius im Indischen Ozean. Die Hamburger Morgenpost berichtete von einer Explosion an Bord des Schiffes.
Im Oktober 2013 wurde das Schiff zum Abbruch nach Indien verkauft. Im Dezember desselben Jahres traf das Schiff unter dem Namen Branden in Gadani ein.

## Technische Daten
Das Schiff wurde von einem Siebenzylinder-Zweitakt-Dieselmotor des Herstellers MAN, der von Hudong Heavy Machinery in Lizenz gebaut wurde, angetrieben (Typ: 7 S 60 MC-C). Die Leistung des Motors betrug 15.785 kW. Der Motor wirkte auf einen Festpropeller. Das Schiff erreichte damit eine Geschwindigkeit von bis zu 19 kn. Im Bugbereich verfügte das Schiff über eine Querstrahlsteueranlage mit 900 kW Leistung.
Für die Stromversorgung standen drei Dieselgeneratoren sowie ein Notgenerator zur Verfügung. Die drei Dieselgeneratoren verfügten über eine Scheinleistung von 1499 kVA. Der Notgenerator verfügte über eine Scheinleistung von 213 kVA.
Das Schiff war mit zwei Kranen mit einer Kapazität von 40 t ausgestattet. Die Krane befanden sich mittschiffs zwischen den Luken 3 und 4 bzw. 7 und 8. Die Containerkapazität des Schiffes betrug 1740 TEU. Bei homogener Beladung mit 14 t schweren Containern konnte das Schiff 1.330 TEU laden. Für Kühlcontainer standen 296 Anschlüsse zur Verfügung. Für die Container standen acht mit Pontondeckeln verschließbare Luken zur Verfügung. An Deck befanden sich Stellplätze für neun 40-Fuß-Container hintereinander und bis zu 12 40-Fuß-Container nebeneinander.
Das Deckshaus befand sich am Heck des Schiffes. Die Stellplätze direkt vor dem Deckshaus waren bis zu einer Höhe von fünf Lagen übereinander mit 40-Fuß-Cellguides und die hinter dem vorderen Kran liegenden Decksstellplätze auf den Luken 4 bis 8 eine Lage hoch mit 40-Fuß-Cellguides ausgestattet. Zwischen Luke 1 und der Back befand sich ein Wellenbrecher zum Schutz vor überkommendem Wasser.